# Hemilea malgassa
Hemilea malgassa es una especie de insecto del género Hemilea de la familia Tephritidae del orden Diptera.

## Historia
Albany Hancock la describió científicamente por primera vez en el año 1985.